# Епархия Малайбалая
Епархия Малайбалая (лат. Dioecesis Malaibalaiensis) — епархия Римско-Католической церкви с центром в городе Малайбалай, Филиппины. Епархия Малайбалая входит в митрополию Кагаян-де-Оро. Кафедральным собором епархии Малайбалая является церковь святого Исидора.

## История
25 апреля 1969 года Римский папа Павел VI выпустил буллу Ut commodis, которой учредил территориальную Малайбалая, выделив её из епархии Кагаян-де-Оро.
15 ноября 1982 года Римский папа Иоанн Павел II издал буллу Cum Decessores, которой преобразовал территориальную Малайбалая Ибы в епархию.

## Ординарии епархии
- епископ Francisco Claver (18.06.1969—14.09.1984);
- епископ Гауденсио Росалес (14.09.1984—30.12.1992);
- епископ Honesto Chaves Pacana (24.03.1994—15.05.2010);
- епископ José Araneta Cabantan (15.05.2010—23.06.2020);
- епископ Noel P. Pedregosa (29.06.2021—наст. время).

## Источник
- Annuario Pontificio, Libreria Editrice Vaticana, Città del Vaticano, 2003, ISBN 88-209-7422-3
- Булла Ut commodis  (лат.)
- Булла Cum Decessores, AAS 75 (1983), стр. 357  (лат.)